# باوچوان
باوچوان (به چینی: 宝泉镇) یک شهرک در شمال‌شرق جمهوری خلق چین است که در تابعیت شهرستان که‌دونگ، شهر چیچیهار (شهر در سطح ولایت)، استان هئی‌لونگ‌جیانگ واقع شده‌است. باوچوان۲۳۶ متر بالاتر از سطح دریا واقع شده‌است.